# Dmytro Hryshko
Bản mẫu:Eastern Slavic name
Dmytro Hryshko (tiếng Ukraina: Дмитро Сергійович Гришко; sinh ngày 2 tháng 12 năm 1985) là một trung vệ bóng đá người Ukraina thi đấu cho SKA-Khabarovsk.

## Sự nghiệp
Hryshko là sản phẩm của lò đào tạo FC Shakhtar Horlivka, với người huấn luyện đầu tiên là Yuriy Fomenko.
Anh gia nhập FC Chornomorets Odesa năm 2004 và có màn ra mắt Giải bóng đá ngoại hạng Ukraina trước FC Metalist Kharkiv vào ngày 1 tháng 3 năm 2005. Trước mùa giải 2010–11, Hryshko được chọn làm đội phó của Chornomorets.

### Thống kê sự nghiệp
Tính đến 8 tháng 12 năm 2017
| Câu lạc bộ              | Mùa giải            | Giải vô địch        | Giải vô địch | Giải vô địch | Cúp     | Cúp       | Châu lục | Châu lục  | Tổng cộng | Tổng cộng |
| Câu lạc bộ              | Mùa giải            | Hạng đấu            | Số trận      | Bàn thắng    | Số trận | Bàn thắng | Số trận  | Bàn thắng | Số trận   | Bàn thắng |
| ----------------------- | ------------------- | ------------------- | ------------ | ------------ | ------- | --------- | -------- | --------- | --------- | --------- |
| FC Chornomorets Odesa   | 2004–05             | Vyshcha Liha        | 14           | 0            | 0       | 0         | –        | –         | 14        | 0         |
| FC Chornomorets Odesa   | 2005–06             | Vyshcha Liha        | 17           | 0            | 2       | 0         | –        | –         | 19        | 0         |
| FC Chornomorets Odesa   | 2006–07             | Vyshcha Liha        | 0            | 0            | 1       | 0         | 0        | 0         | 1         | 0         |
| FC Chornomorets Odesa   | 2007–08             | Vyshcha Liha        | 18           | 2            | 1       | 0         | 4        | 1         | 23        | 3         |
| FC Chornomorets Odesa   | 2008–09             | Premier League      | 25           | 0            | 1       | 0         | –        | –         | 26        | 0         |
| FC Chornomorets Odesa   | 2009–10             | Premier League      | 28           | 1            | 1       | 0         | –        | –         | 29        | 1         |
| FC Chornomorets Odesa   | 2010–11             | Persha Liha         | 19           | 0            | 2       | 0         | –        | –         | 21        | 0         |
| FC Chornomorets Odesa   | Tổng cộng           | Tổng cộng           | 127          | 3            | 8       | 0         | 4        | 1         | 139       | 4         |
| FC Chornomorets-2 Odesa | 2003–04             | Second League       | 8            | 0            | –       | –         | –        | –         | 8         | 0         |
| FC Chornomorets-2 Odesa | 2010–11             | Second League       | 4            | 0            | –       | –         | –        | –         | 4         | 0         |
| FC Chornomorets-2 Odesa | Tổng cộng           | Tổng cộng           | 12           | 0            | 0       | 0         | 0        | 0         | 12        | 0         |
| FC Olimpik Donetsk      | 2011–12             | Persha Liha         | 19           | 0            | 0       | 0         | –        | –         | 19        | 0         |
| FC Olimpik Donetsk      | 2012–13             | Persha Liha         | 29           | 2            | 1       | 0         | –        | –         | 30        | 2         |
| FC Olimpik Donetsk      | 2013–14             | Persha Liha         | 23           | 2            | 1       | 0         | –        | –         | 24        | 2         |
| FC Olimpik Donetsk      | 2014–15             | Premier League      | 22           | 1            | 6       | 0         | –        | –         | 28        | 1         |
| FC Olimpik Donetsk      | 2015–16             | Premier League      | 21           | 1            | 2       | 0         | –        | –         | 23        | 1         |
| FC Olimpik Donetsk      | 2016–17             | Premier League      | 23           | 2            | 1       | 0         | –        | –         | 24        | 2         |
| FC Olimpik Donetsk      | Tổng cộng           | Tổng cộng           | 137          | 8            | 11      | 0         | 0        | 0         | 148       | 8         |
| FC SKA-Khabarovsk       | 2017–18             | Premier League      | 11           | 0            | 1       | 0         | –        | –         | 12        | 0         |
| Tổng cộng sự nghiệp     | Tổng cộng sự nghiệp | Tổng cộng sự nghiệp | 287          | 11           | 20      | 0         | 4        | 1         | 311       | 12        |